# Zaporizke, Rozivka
Zaporizke (în ucraineană Запорізьке) este un sat în comuna Solodkovodne din raionul Rozivka, regiunea Zaporijjea, Ucraina.

## Demografie
Componența lingvistică a localității Zaporizke
     Ucraineană (97,9%)
     Rusă (2,1%)
Conform recensământului din 2001, majoritatea populației localității Zaporizke era vorbitoare de ucraineană (97,9%), existând în minoritate și vorbitori de rusă (2,1%).